# وولودیمیر بسونوف
وولودیمیر بسونوف (اوکراینی: Володимир Васильович Безсонов؛ زادهٔ ۵ مارس ۱۹۵۸) بازیکن فوتبال اهل اتحاد جماهیر شوروی سوسیالیستی است.
از باشگاه‌هایی که در آن بازی کرده‌است می‌توان به باشگاه فوتبال دینامو کیف، باشگاه فوتبال متالیست خارکوف، و باشگاه فوتبال مکابی حیفا اشاره کرد.
وی همچنین در تیم‌های ملی فوتبال شوروی، و شوروی، و اوکراین بازی کرده‌است.
وی در مسابقات کشوری و بین‌المللی در مجموع برندهٔ ۱ مدال طلا، ۱ مدال برنز شده‌است.